# 大明镇 (宁城县)
大明镇，是中华人民共和国内蒙古自治区赤峰市宁城县下辖的一个乡镇级行政单位。

## 行政区划
大明镇下辖以下地区：
二肯营子东村、五官营子村、马占城子村、大平房村、一棵树村、三姓庄村、哈达城子村、新窝铺村、城里村、嘎斯营子村、城后村、二肯营子西村、哈尔脑村、扎兰营子村、曹家营子村、城后西村、新岭村、平房店村、章京营子村和常吉号村。